# المعهد الوطني للغة الكورية
المعهد الوطني للغة الكورية (بالكورية:국립국어원) (بالإنجليزية:National Institute of Korean Language)، هي مجمع حكومي لحفظ اللغة الكورية، والتي صدر القرار الرئاسي في كوريا الجنوبية رقم 13163، وذلك بتاريخ 14 نوفمبر 1990، ومقر المعهد الوطني في العاصمة الكورية سيؤول.

## تغيير الاسم
منذ عام 1991 كانت اسم المنظمة اللغوية (الأكاديمية الوطنية للغة الكورية)، وتم تغيير التسمية إلى (المعهد الوطني للغة الكورية) سنة 2005.

## الموقع الخارجي
- Official website